# Arctoconopa zonata
Arctoconopa zonata är en tvåvingeart som först beskrevs av Zetterstedt 1851.  Arctoconopa zonata ingår i släktet Arctoconopa och familjen småharkrankar. Arten är reproducerande i Sverige. Inga underarter finns listade i Catalogue of Life.